# Жудіна Ольга Дмитрівна
О́льга Дми́трівна Жу́діна (рос. Ольга Дмитриевна Жудина; * 6 (18) жовтня 1889, Бердичів — † 15 січня 1961) — російський живописець.

## Біографічні відомості

Атестат Ольги Жудіної про закінчення гімназії

Дочка художника Дмитра Жудіна, сестра вченого Миколи Жудіна.
1892 року разом із батьком Дмитром Ананійовичем, матір'ю Марією Антонівною, братами Володимиром і Миколою оселилася в Кам'янці-Подільському. Закінчила Кам'янець-Подільську Маріїнську жіночу гімназію (атестат від 31 травня (13 червня) 1908 року про закінчення повного курсу семи загальних класів) .
Сім'я Жудіних подружилася з молодим педагогом, майбутнім письменником Сергієм Сергєєвим-Ценським, який у 1896—1897 роках учителював у Кам'янці-Подільському. Покинувши губернське місто, Сергій Миколайович листувався із Жудіними, слідкував за розвитком художнього таланту Ольги. В одному з листів молодий письменник писав: «Я досі зберігаю, мов святиню, малюнки Олі і показую їх знайомим. Мабуть, якщо вона захоче, пошлю їй за це одне зі своїх оповідань чи казок для дітей» .
У квітні 1911 року Ольга разом із батьком брала участь у виставці, яку в Кам'янці-Подільському організувало Кам'янець-Подільське товариство красних мистецтв (рос. Каменец-Подольское общество изящных искусств) .
1912 року закінчила відділення живопису Київського художнього училища . У 1915—1922 роках навчалася в академії мистецтв у Петрограді в майстерні Дмитра Кардовського. Здобула звання художника живопису.

## Творча спадщина
Творча спадщина Жудіної, що дійшла до наших днів, невелика. В Карельському державному краєзнавчому музеї зберігається серія її робіт, створених 1934 року в Карелії, в комуні «Сяде» («Промінь»). У запасниках Центрального військово-морського музею в Санкт-Петербурзі є кілька портретів героїв Великої Вітчизняної війни, виконаних Жудіною в блокадному Ленінграді. П'ять невеликих графічних робіт художниці належать художньому музеєві Переславля-Залєського (Ярославська область Росії). Про долю інших творів Жудіної нічого не відомо.